# Halfafzinkbaar schip

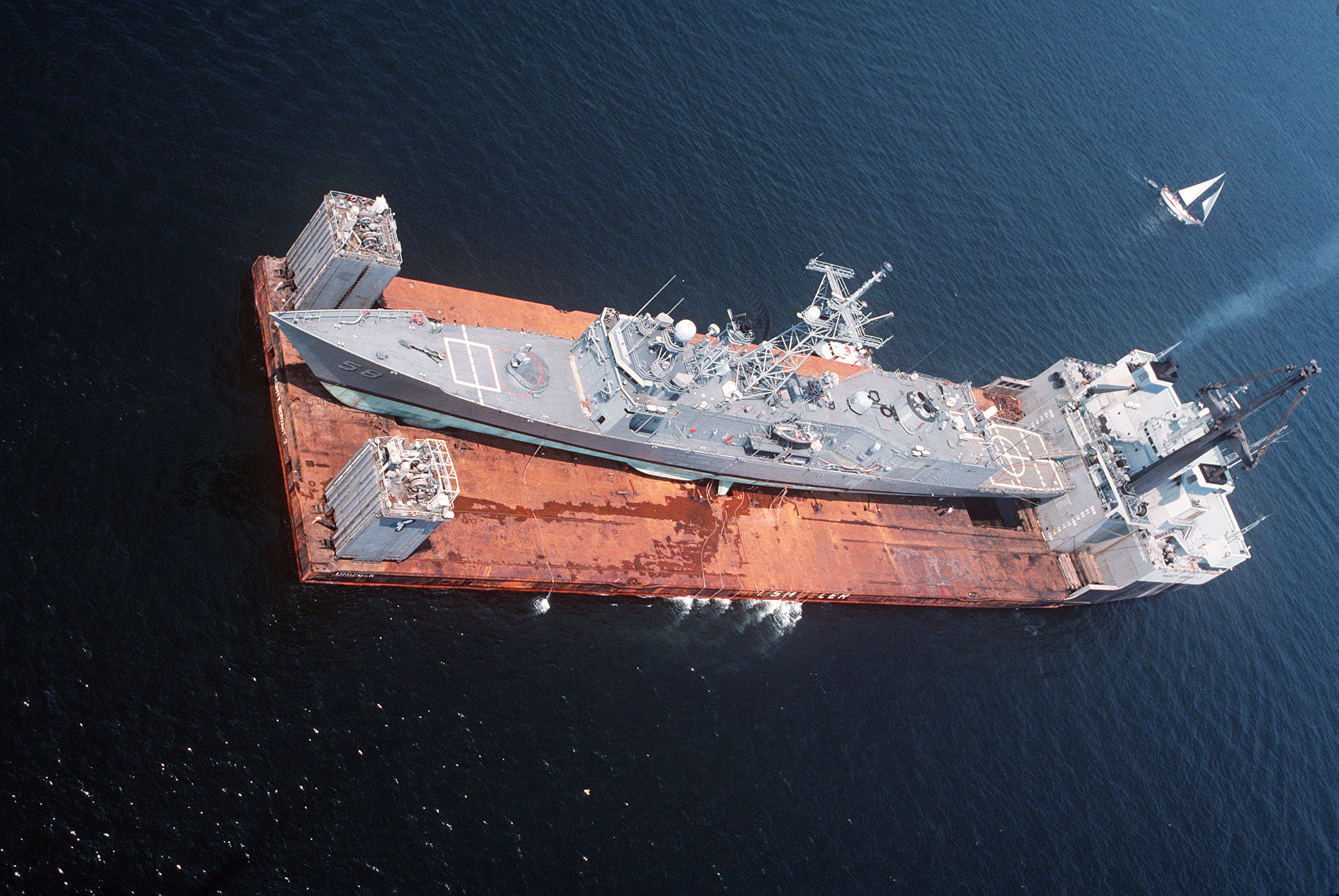
De Mighty Servant 2 met de USS Samuel B. Roberts van Dubai naar Newport, in 1988.

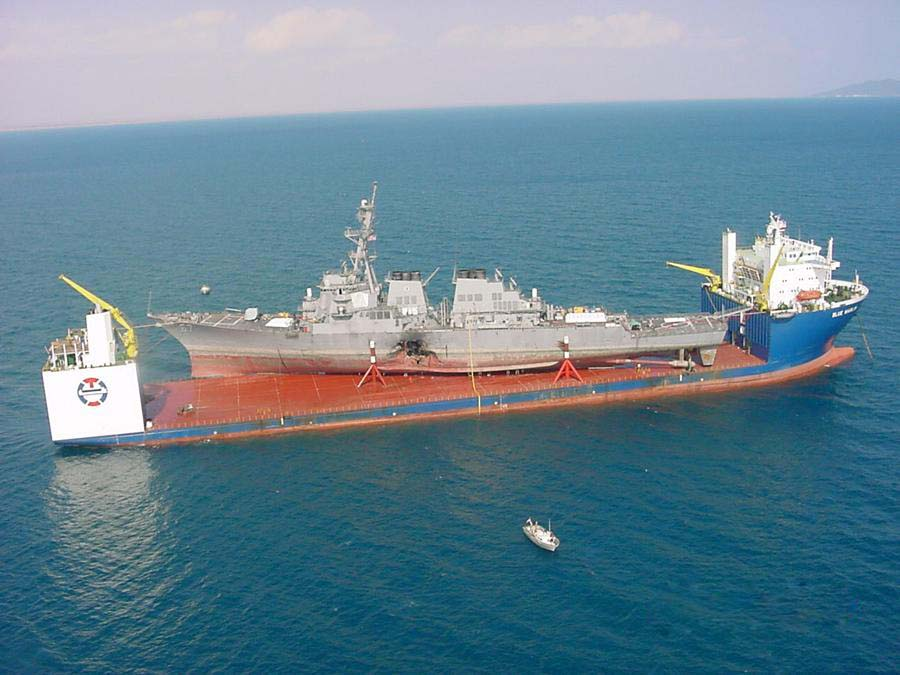
De Blue Marlin met USS Cole, 2000

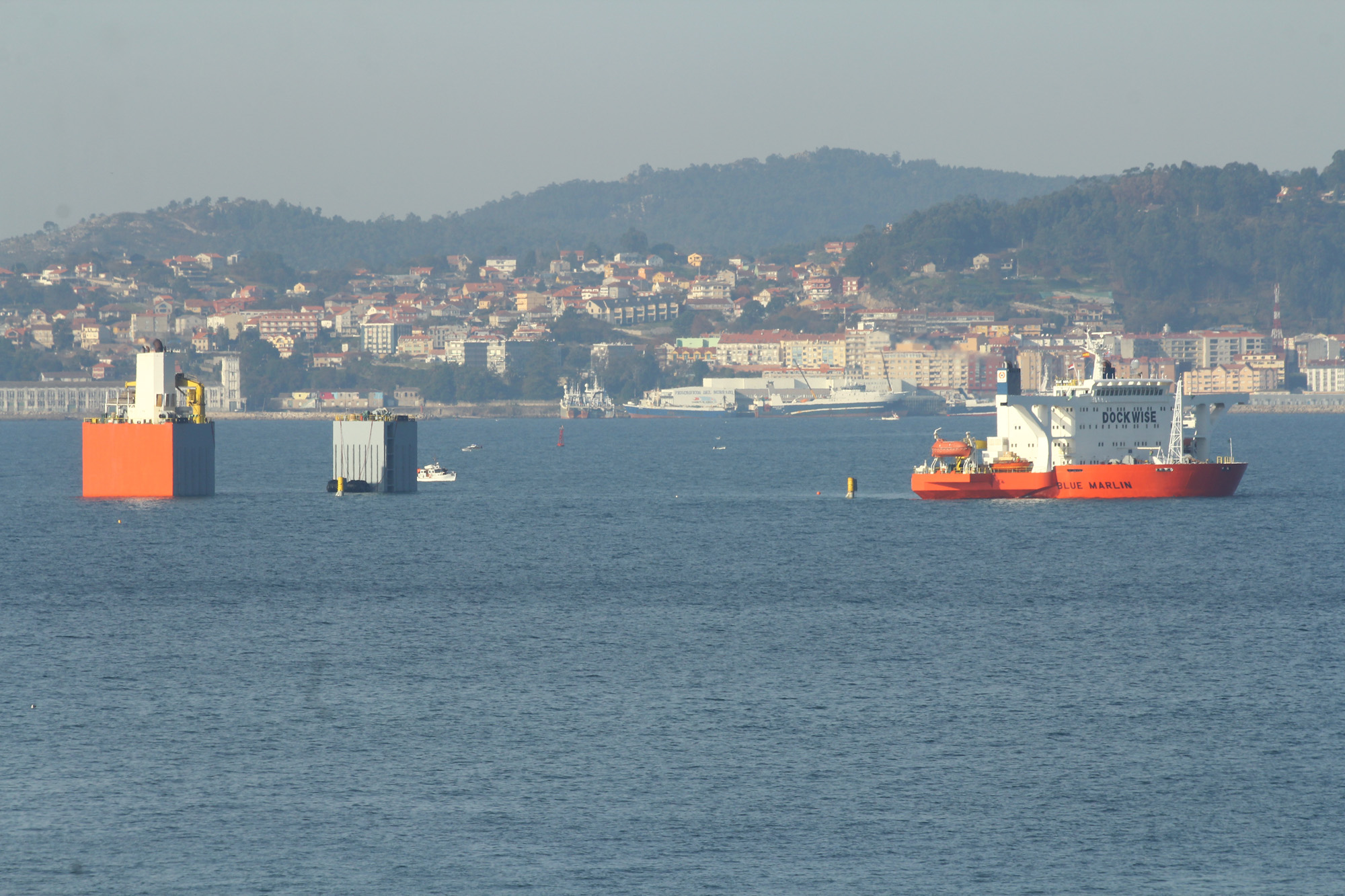
Van de Blue Marlin steken alleen de voorsteven met stuurhut en twee geleiders nog boven water uit, in afwachting van een rompdeel van HMAS Adelaide. Dit vliegdekschip voor de Koninklijke Australische marine is gebouwd in Noord-Spanje, 2013

Er zijn meerdere typen halfafzinkbare schepen. Eén type is het zwaartransportschip. Dergelijke schepen worden gebruikt voor de offshore-industrie, het vervoer van projectlading en van jachten. Hierbij wordt het schip afgezonken, zodanig dat het dek grotendeels onder water staat. Op die manier kan de drijvende lading boven het dek gesleept worden, waarna het schip weer ontballast wordt.
Een ander type vindt zijn oorsprong in de offshore boring. Dit type werd in de jaren zestig in de Golf van Mexico ontwikkeld. Het bestaat uit enkele uit elkaar geplaatste pontons. Hierop zijn kolommen geplaatst met daarop het dek. Door zover af te zinken dat de pontons onder water staan, wordt het effect van zeegang en deining verminderd.

## Typen

### Zwaartransportschip
Er zijn twee typen zwaartransportschip; het opendekschip en het dokschip.

#### Opendekschip
Het opendekschip heeft een zeer groot werkdek, dat na het afzinken vrijwel geheel onder water staat, met uitzondering van de accommodatie en de schoorstenen. Hierdoor kunnen zeer grote drijvende constructies geladen worden, zoals olieplatforms, andere schepen en projectlading.
De Amerikaanse marine heeft zulke schepen gebruikt om twee beschadigde oorlogsschepen terug te brengen naar de Verenigde Staten voor reparatie. Het eerste was het fregat USS Samuel B. Roberts (FFG-58), dat op 14 april 1988 bijna tot zinken was gebracht door een zeemijn in de Perzische Golf. Het fregat werd naar Dubai gesleept. Daar werd het geladen op de later gezonken Mighty Servant 2 van Dockwise, die het naar Newport, Rhode Island, in de Verenigde Staten bracht.
Twaalf jaar later bracht de Blue Marlin, eveneens van het in Breda gevestigde Dockwise, de USS Cole (DDG 67) van Aden, Jemen naar Pascagoula, Mississippi, nadat het oorlogsschip zwaar beschadigd was na een bomaanslag op 12 oktober 2000.
In 2004 werd het grootste halfafzinkbare olieplatform, BP's Thunder Horse, door de speciaal hiervoor vergrote Blue Marlin van de DSME-werf in Korea naar een werf in Corpus Christi in Texas in de Verenigde Staten gebracht.

#### Dokschip
Een dokschip is te vergelijken met een drijvend dok. Als het afgezonken is, kunnen schepen via de achterkant naar binnen varen. Dit type schip wordt vaak gebruikt voor het transport van jachten. De Nederlandse Koninklijke Marine heeft twee van zulke schepen voor het vervoer van landingsvaartuigen, namelijk Zr. Ms. Rotterdam en Zr. Ms. Johan de Witt.
Indien deze techniek wordt toegepast om jachten te vervoeren worden deze schepen yacht carriers genoemd.

#### Pontons
Daarnaast zijn er nog de halfafzinkbare bakken, of pontons, vergelijkbaar met de opendekschepen maar zonder eigen voortstuwing.

### Offshore drilling

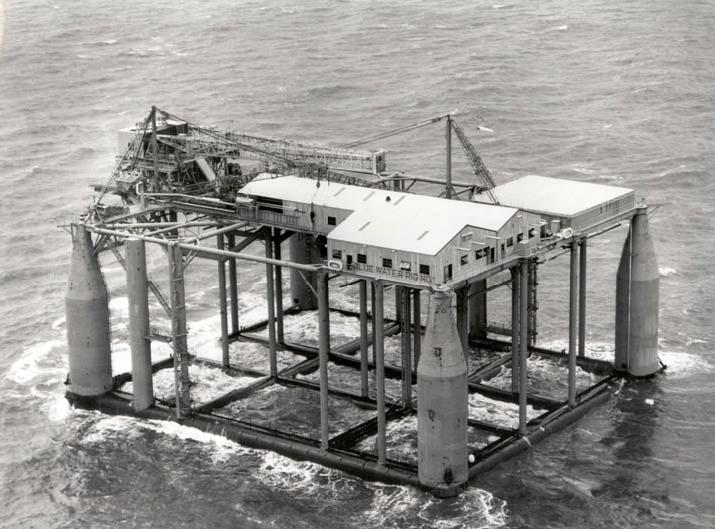
Blue Water Rig No. 1

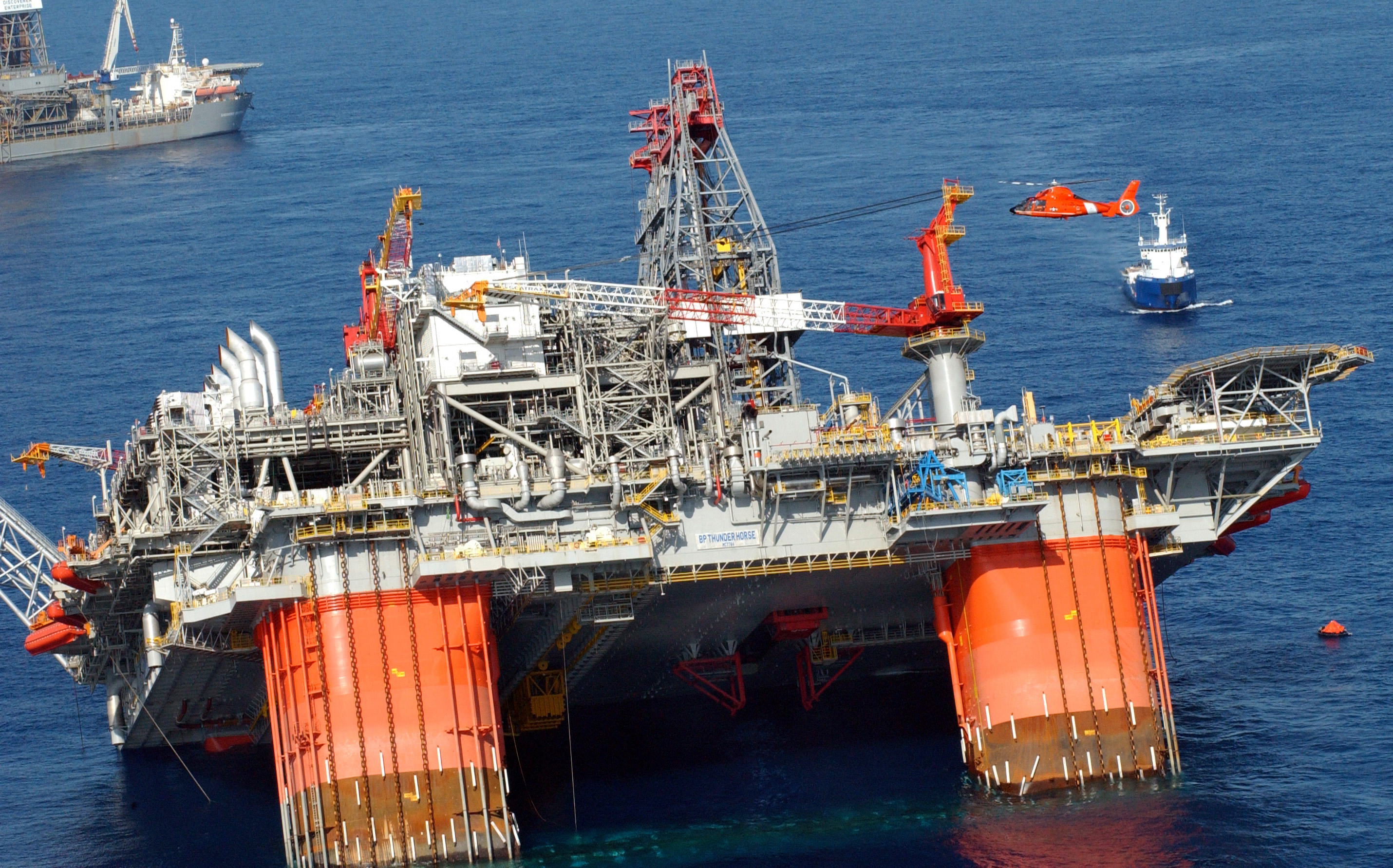
Thunder Horse in de Golf van Mexico op 12 juli 2005, met zware slagzij na orkaan Dennis

Een ander type halfafzinkbaar vaartuig (semi-submersible) vindt men in de offshore drilling. Shells Bruce Collip wordt beschouwd als de uitvinder. Toen het boren in de Golf van Mexico zich naar steeds dieper water verplaatste, werden eerst booreilanden (jack-ups) gebruikt. Later werden afzinkbare boorplatforms gebruikt die naar locatie werden gesleept en daarna afgezonken tot ze rusten op de zeebodem. Het eerste halfafzinkbare vaartuig werd per ongeluk uitgevonden in 1961. Blue Water Drilling Company bezat de uit vier kolommen bestaande afzinkbare Blue Water Rig No. 1. Het bedrijf gebruikte deze voor Shell Oil in de Golf van Mexico. Omdat de pontons niet genoeg drijfvermogen hadden om het totale gewicht van de boorinstallatie te ondersteunen, werd het naar locatie gesleept op een diepgang tussen de bovenzijde van de pontons en de onderzijde van het dek. Men merkte op dat de bewegingen op deze diepgang gering waren vergeleken met conventionele schepen. Blue Water Drilling en Shell besloten gezamenlijk het platform drijvend te gebruiken voor het boren. Sindsdien worden dergelijke halfafzinkbare vaartuigen specifiek ontworpen voor de offshore-industrie. Ze worden op positie gehouden door middel van ankers of dynamic positioning.

### Kraanschepen
Hierna werden de voordelen al gauw ingezien voor de offshoreconstructie. In 1978 introduceerde het Leidse Heerema de kraanschepen Balder en Hermod. Deze halfafzinkbare kraanvaartuigen (Semi Submersible Crane Vessels of SSCV's) bestaan uit twee pontons met elk drie kolommen, waarop het dek rust. Hierna kwamen ook J. Ray McDermott en Saipem met SSCV's, wat uitmondde in de werkpaarden DB-102 (nu Thialf) en Saipem 7000, die in staat zijn respectievelijk 14.200 en 14.000 ton te hijsen.
Tijdens een oversteek wordt een SSCV ontballast tot een diepgang waarbij de pontons gedeeltelijk boven water uit komen. Tijdens hijswerkzaamheden wordt er dusdanig geballast dat de pontons ruim onder water staan. De benodigde stabiliteit wordt verkregen door de kolommen ver uit elkaar te plaatsen, waardoor het mogelijk is de enorme gewichten te hijsen.

### Toeristenindustrie
Een voorbeeld van dit type was de voormalige Submarine Voyage, onderzeetocht, in Disneyland. Hierbij werd gebruikgemaakt van een vaartuig dat leek op een onderzeeër. De passagiers zaten onder de waterlijn, waar zich raampjes bevonden. Dit type wordt gebruikt om koraalriffen te bekijken.